# (9865) Akiraohta
(9865) Akiraohta est un astéroïde de la ceinture principale.

## Description
(9865) Akiraohta est un astéroïde de la ceinture principale. Il fut découvert le 3 octobre 1991 à Toyota par Kenzo Suzuki et Takeshi Urata. Il présente une orbite caractérisée par un demi-grand axe de 2,20 UA, une excentricité de 0,22 et une inclinaison de 3,8° par rapport à l'écliptique.

## Compléments